# Boeing C-17 Globemaster III
Il Boeing C-17 Globemaster III è un velivolo a reazione da trasporto tattico con capacità strategica ad ala alta sviluppato inizialmente dall'azienda statunitense McDonnell Douglas e prodotto oggi dalla Boeing.
Il progetto nasce per rispondere alla specifica C-X di inizio anni ottanta; si caratterizza per le ali munite di winglet, su cui sono montati quattro turbofan posizionati nella parte alta della fusoliera, da una grande coda a forma di "T" e per il carrello principale carenato.
Il Globemaster ha effettuato il primo volo il 15 settembre 1991 ed è entrato in servizio presso l'USAF nel 1993. Del velivolo sono stati finora costruiti (dati del dicembre 2015) 279 esemplari, di cui 48 esportati all'estero e 223 in servizio presso l'USAF. Boeing ha annunciato che, terminate le consegne del quadrimotore da trasporto strategico C-17A "Globemaster III", con l'ultimo esemplare per la Qatar Emiri Air Force decollato da San Antonio, in Texas, il 29 novembre 2015, chiude definitivamente la propria attività lo stabilimento di Long Beach, in California. Questo mette la parola fine a una storia durata dagli anni 70.

## Descrizione
Il C 17 Globemaster III è un velivolo da trasporto strategico ad alta capacità di carico, concepito per fornire alle forze aeree della NATO una componente di trasporto efficiente e moderna. La sua concezione è frutto di una specifica dell'USAF che cercava di ammodernare la sua flotta da trasporto media e pesante e, nel contempo, richiedeva capacità operative di ampio spettro, quali il trasporto tattico; l'aviolancio di mezzi, materiali e paracadutisti; il trasporto di feriti e l'evacuazione di emergenza.
L'obiettivo del progetto era soddisfare la crescente richiesta di un mezzo in grado di dimostrare flessibilità di impiego, e di operare nelle più diverse ed ostili condizioni operative.

## Storia

### Sviluppo

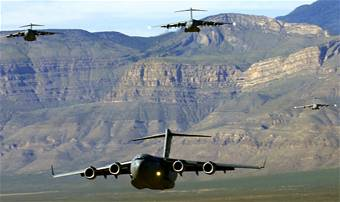
C-17 Globemaster III in formazione

Il bando di concorso per un nuovo velivolo da trasporto strategico fu esposto dall'USAF alla fine degli anni '70 (ma reso noto solo nel dicembre del 1979) per integrare e sostituire progressivamente la flotta di C-130 Hercules e di C-141 Starlifter. Le richieste erano di un velivolo a getto in grado di trasportare maggiori carichi e con una velocità sensibilmente superiore di quanto potesse fare l'Hercules, mantenendo però inalterata la capacità di operare da piste non preparate o di ridotta lunghezza, così come era richiesto dalla specifica AMST (Advanced Medium Short Take off & Landing) frutto dei programmi di ricerca di quegli anni. Nella richiesta vi era un riferimento esplicito alla capacità di trasportare veicoli terrestri cingolati di peso e volume ridotti, quali il MBT (Main Battle Tank) M1 Abrams, nonché di aviolanciare qualsiasi carico direttamente nei teatri operativi.
Il bando di concorso fu vinto dalla McDonnell Douglas con il suo YC-15, base dell'odierno C-17. La necessità di avere in tempi brevi questo nuovo cargo si fece impellente negli anni '80, poiché la flotta di C-141 Starlifter in servizio all'USAF cominciava a dare segni di invecchiamento che si esprimevano in seri problemi strutturali, inoltre risultò evidente che la componente di trasporto strategico dell'USAF non era sufficientemente grande per le effettive necessità della difesa americana. Così il contratto fu definitivamente siglato con la McDonnell Douglas il 28 agosto 1981 con la designazione definitiva del YC-15 come C-17A.
Le caratteristiche del nuovo velivolo, un quadrimotore con propulsori molto più potenti di quelli del C-141, permettevano di impiegarlo nelle missioni prima affidate allo Starlifter e, nel contempo, sostituire per alcune missioni i più grandi C-5 Galaxy. Il contratto di fornitura definitivo fu firmato nel dicembre del 1985 con la richiesta di 210 apparecchi, poi ridotta a 120 per il sopraggiungere di problemi di natura economica nel 1990.
Il primo volo del C-17A avvenne il 15 settembre 1991 dalla base di Long Beach, in California. Test di valutazione intensiva furono effettuati per due anni su sei prototipi alla Edwards AFB: da questi emerse che il C-17A non rispondeva alle specifiche per quanto riguardava peso, payload, raggio d'azione, mentre per gli aviolanci erano sorti problemi di tipo aerodinamico dal momento che vi erano forti interazioni tra i flussi generati dalla forma del velivolo ed i paracadute.
Nel 1995 la maggior parte dei problemi che affliggevano il programma era stata risolta e fu costituito il primo squadrone equipaggiato con il nuovo velivolo. Le buone caratteristiche del mezzo fecero sì che, negli anni a venire, il numero di ordini salisse sino a 180 (nel 2002). Intanto sopraggiunsero seri problemi economici per la McDonnell Douglas, la quale fu acquistata dalla Boeing che portò avanti i progetti già avviati.
Nel 2006, a fronte dell'annuncio della Boeing di interrompere la produzione del C-17A per l'esaurimento degli ordini, il Senato degli Stati Uniti richiese un'ulteriore fornitura di 10 macchine. Così facendo la produzione sarà estesa sino al 2010. Il numero totale dei C-17A ordinati sale così a 190, ma sembra che vi sia l'intenzione di portali a 200 entro il 2010 o addirittura a 205, come auspicato dall'Air Mobility Command.

### Tecnica
Il C-17A Globemaster III è un velivolo ad ala alta con angolo di freccia di 25 gradi, profilo alare supercritico e winglets tali da permettergli un notevole incremento di prestazioni (velocità e raggio d'azione) rispetto ai modelli che deve sostituire. Il massimo carico nominale trasportabile è di 160.000 lb, pari a 72.576 kg; il volume del vano di carico permette l'alloggiamento di 18 pallets standard NATO type 463 (88” x 108” da 10.000 lb - 4.536 kg), 40 container CSD per l'aviolancio, 102 paracadutisti oppure 48 barelle per un totale di 54 persone tra feriti e personale medico, sino a 3 elicotteri d'attacco AH-64 Apache, un MBT Abrams oppure 3 veicoli leggeri corazzati Bradley. A conti fatti si tratta di una capacità di carico superiore del 100% in volume e peso rispetto al C-141B Starlifter.
Il C-17A è spinto da 4 turboreattori a doppio flusso F117-PW-100 (medesimo modello montato sui Boeing 757 con piccole modifiche per l'uso militare) da 180 kN di spinta, con una modifica agli inversori di spinta che indirizzano il flusso solo verso i lati e la parte superiore del motore. Questo cambiamento è stato richiesto per ridurre il più possibile il rischio di ingestione di detriti da parte del motore. Da evidenziare il particolare disegno dei “blown flap”, i quali, sfruttando il flusso proveniente dai propulsori, permettono di ridurre notevolmente le distanze in decollo e in atterraggio; questo dona al Globemaster III ottime capacità STOL, poiché raddoppia di fatto il coefficiente di portanza del velivolo durante queste manovre. A dimostrazione di quanto detto il C-17 detiene una ventina di record di trasporto aereo, tra cui il minor tempo di salita con un carico pesante e la capacità di decollare e di atterrare in meno di 1 400 piedi (427 m) con un carico di 44.000 lb (19.958 kg).
I C-17 hanno un glass cockpit con HUD e 4 MFD per ciascun pilota, controlli di volo fly-by-wire e non impiegano il classico volantino ma una barra. Per ridurre i costi e migliorare la logistica, il Globemaster III fa largo impiego di avionica commerciale e di equipaggiamenti standard non sviluppati ad hoc (là dove possibile), ne è un esempio l'impiego di un radar meteo sviluppato a partire da un tipo civile (impiegato anche negli Airbus A380).
Per una classica missione di trasporto l'equipaggio richiesto è di due piloti e un loadmaster, il vano di carico è accessibile grazie ad un portellone posteriore ed è fornito, sul pavimento, di una serie di rulli atti a facilitare il caricamento dei pallet, ma che può essere coperto per essere completamente liscio ed ospitare così seggiolini o altri carichi.

### Impiego operativo

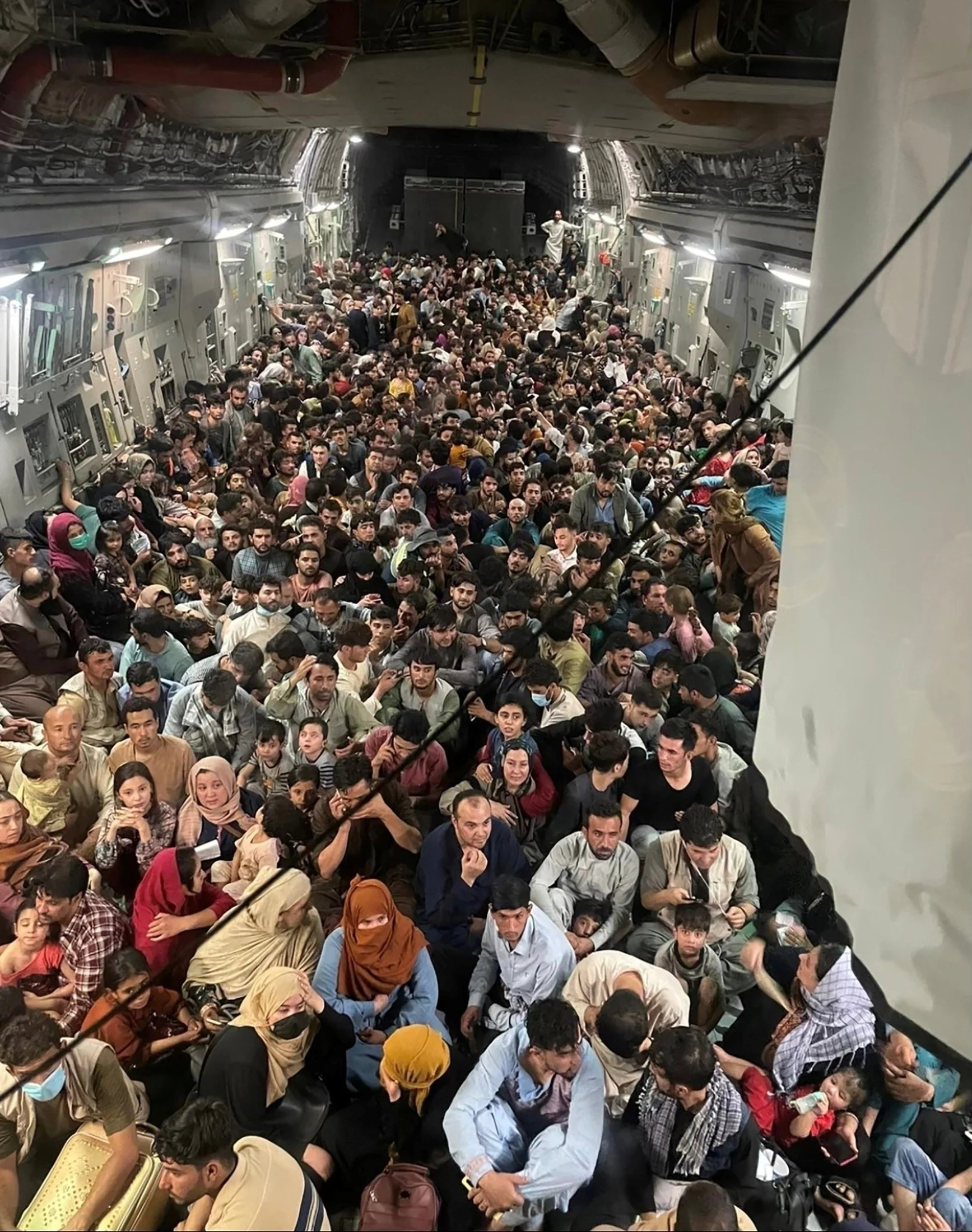
C17 con a bordo approssimativamente 640 afgani, evacuati dopo la caduta di Kabul nel 2021

In anni recenti, grazie anche alle necessità belliche della difesa americana dovute alle missioni in Medio Oriente, la quantità, ma anche la dimensione ed il peso delle forniture e degli equipaggiamenti trasportati, è notevolmente cresciuto. Ciò ha posto una seria sfida alle capacità della componente di trasporto strategico dell'USAF, soprattutto quella in grado di operare nelle immediate vicinanze dei teatri operativi.
Ad oggi, oltre all'USAF, sono utilizzatori del C-17 anche la Royal Air Force (8 esemplari), la RAAF (8 esemplari) e la CF Canadian Forces (5 esemplari). Ad essi si è aggiunto anche il Programma denominato NAMP (NATO Airlift Management Programme), nato come iniziativa autonoma nel maggio 2008 per volontà di 12 Nazioni NATO più la Svezia e la Finlandia, allo scopo di mitigare le relative carenze nazionali nel settore del trasporto strategico, ed inserito, a partire dal 1º luglio 2012, all'interno della NSPA (NATO Support Agency). Il NAMP ha acquisito 3 velivoli in regime di FMS (Foreign Military Sales), basati sulla base di Pàpa in Ungheria e battenti bandiera ungherese.
Notizie non ufficiali riportano che anche il Qatar e gli Emirati Arabi Uniti si sono aggiunti all'elenco dei paesi utilizzatori, acquistando, rispettivamente, 2 e 4 esemplari sempre in regime di FMS.

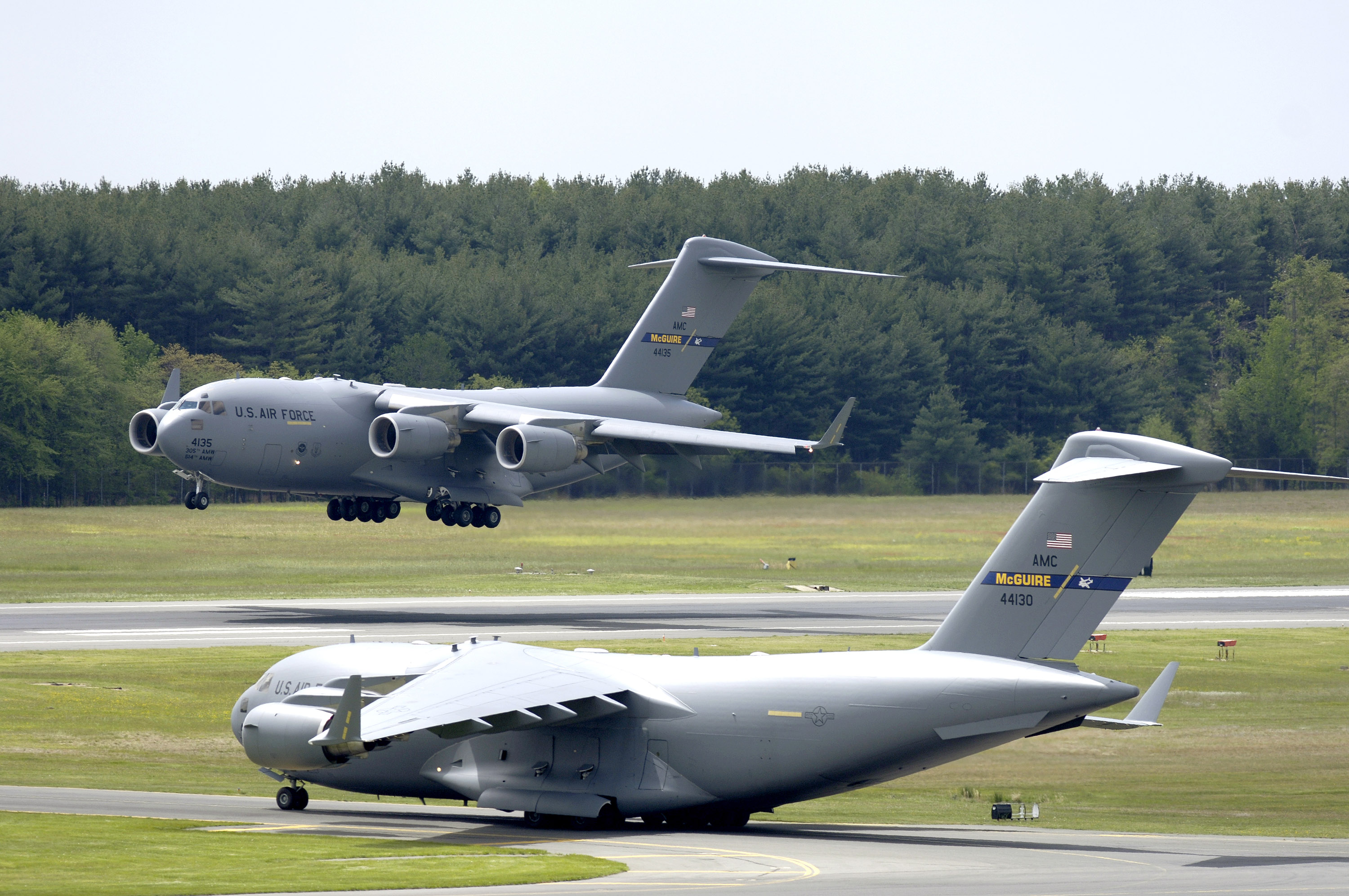
Un C-17 si appresta a compiere un atterraggio veloce mentre un altro si prepara a partire

Le più moderne versioni di C-17 sono state progettate per un impiego da parte delle Special Operations Commands.
Sono già in avanzato stadio di realizzazione presso la Boeing i prototipi del C-17B (con caratteristiche generali migliorate e con un carrello aggiuntivo "sotto la pancia" per migliorare le capacità di atterraggio su piste con terreni cedevoli) e del C-17BC, versione per il mercato commerciale civile.
Durante l'operazione Iraqi Freedom i C-17 hanno partecipato al più grande aviolancio di truppe dalle operazioni di Panama. 15 Globemaster hanno paracadutato contemporaneamente circa 1000 soldati della 173ª brigata aerotrasportata sulla città di Bashur. Nell'ambito della stessa campagna militare il velivolo si è distinto compiendo la più lunga operazione con truppe aviotrasportate della storia, impiegando più di 19 ore per percorrere il viaggio di oltre 14.816 km tra gli Stati Uniti ed il Medio Oriente e ritorno, con 8 aerei.

## Velivoli comparabili
Al momento, il Boeing C-17A Globemaster III rappresenta un unicum nel suo genere, in quanto sul mercato non esiste altro velivolo che possa operare su piste corte e semipreparate, con carico pagante superiore a 50 tonnellate e con raggio di azione di 6.000 km. Tale situazione rimarrà invariata ancora per molti anni a venire, visto che non si intravedono all'orizzonte progetti per la costruzione di velivoli con caratteristiche similari.

## Utilizzatori
Australia
- Royal Australian Air Force

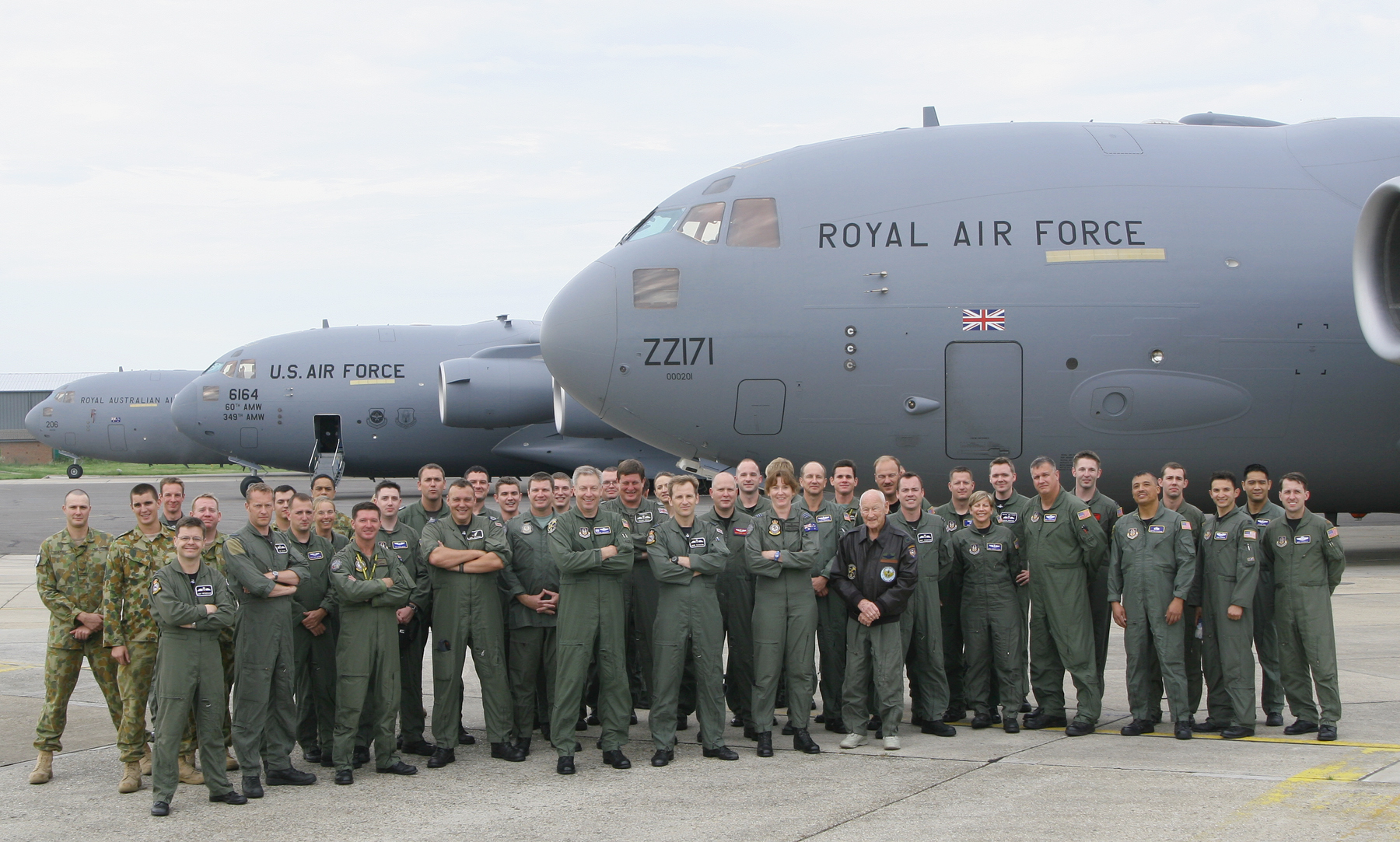
Equipaggi della RAF, RAAF e USAF posano davanti a dei C-17 nel giugno 2007

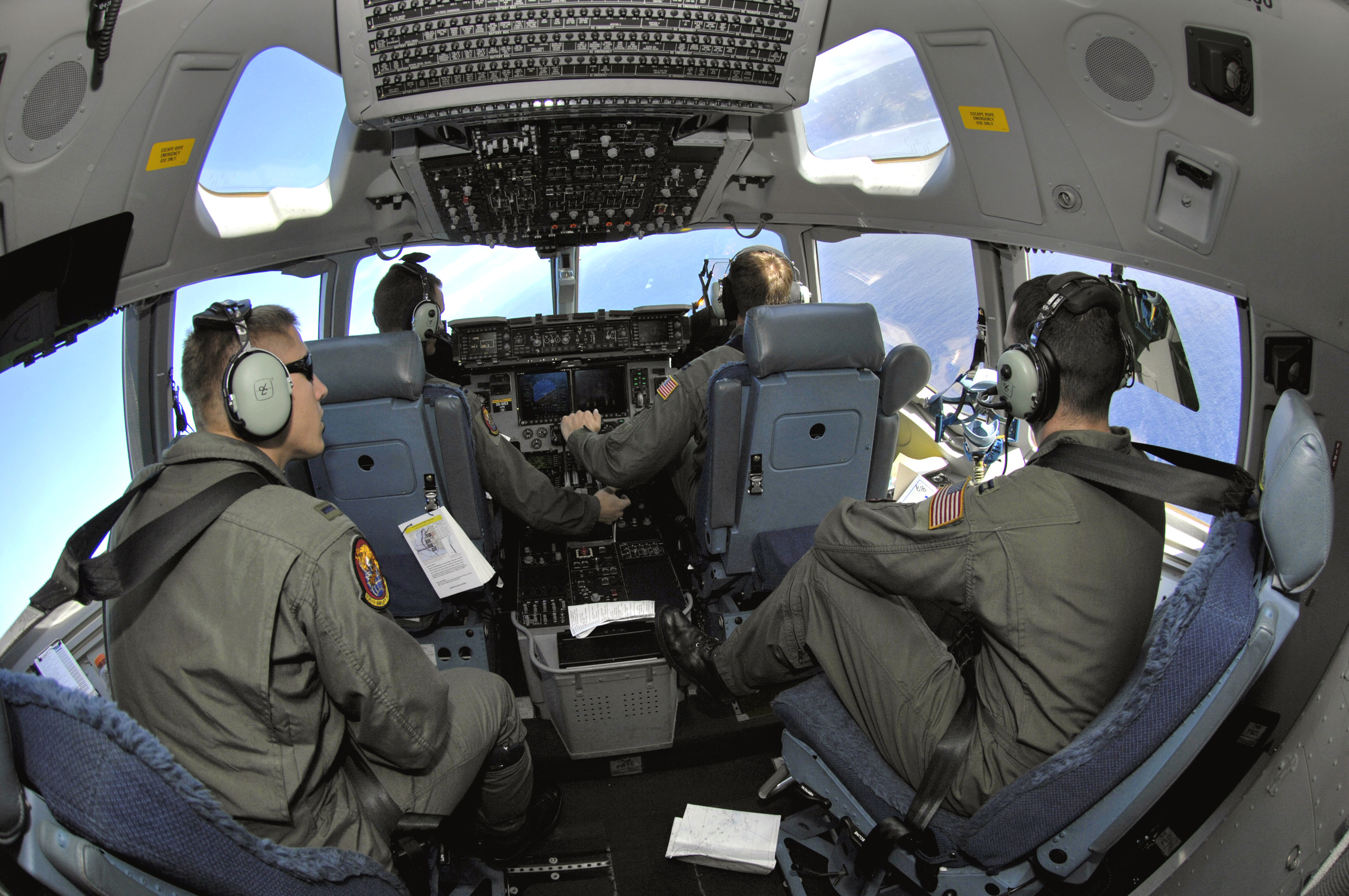
Una missione di addestramento del gennaio 2007 sopra le isole Hawaii

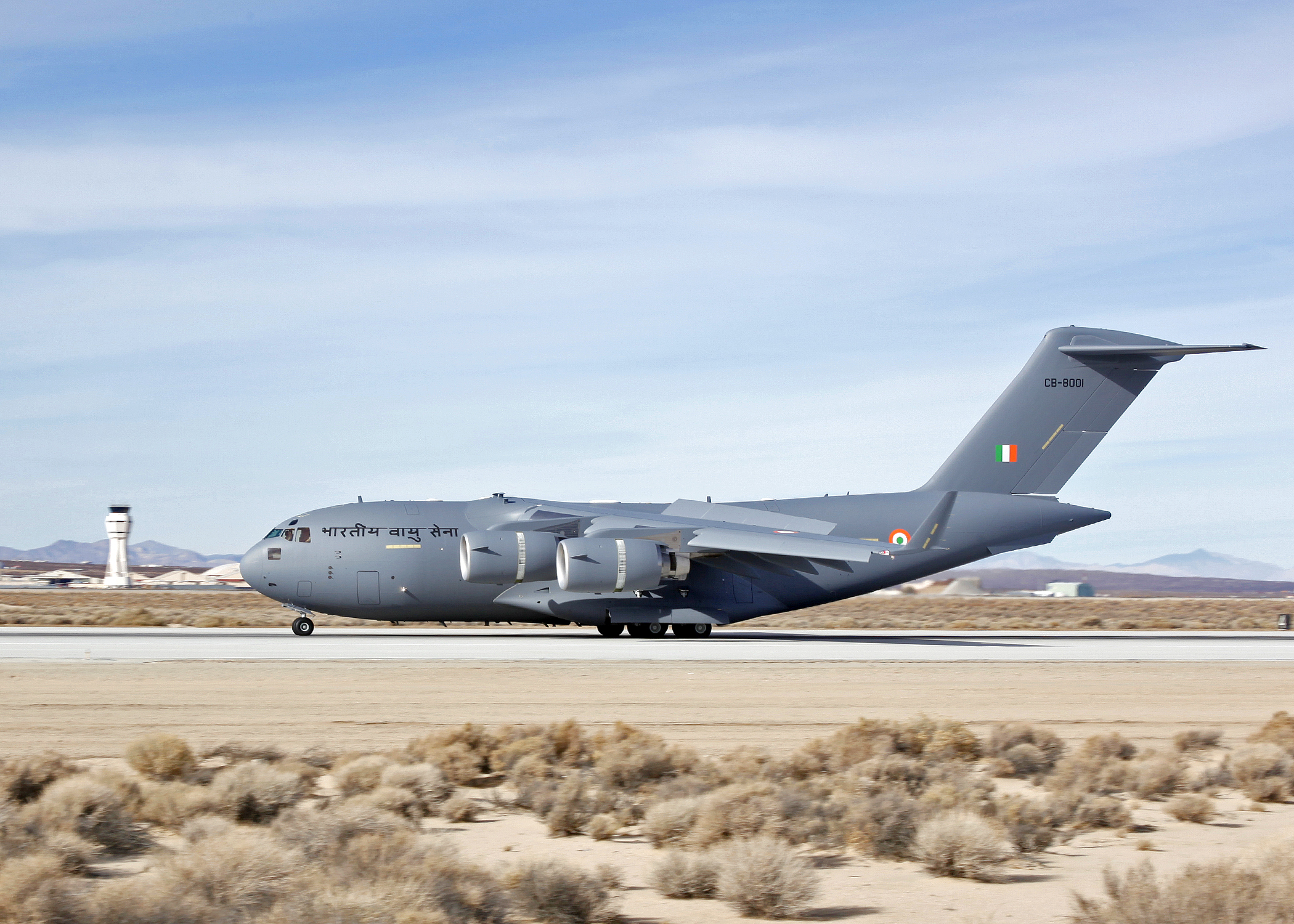
Un C-17 della Indian Air Force

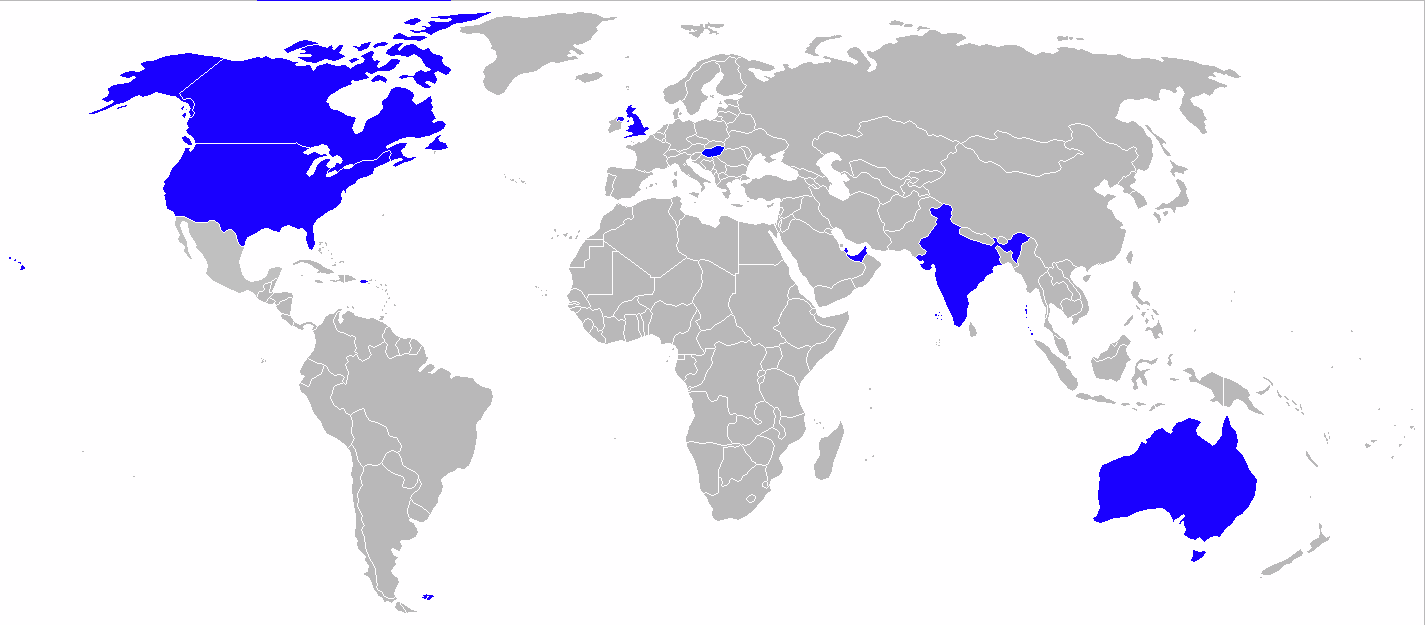
Operatori di C-17

  - 8 C-17A, di cui 4 ordinati nel 2006 (consegnati 1 nel 2006, 2 nel 2007 ed 1 nel 2008), più altri 4 esemplari, consegnati uno nel 2011, uno nel 2012 e due nel 2015.[2]
    - No. 36 Squadron RAAF, basato a RAAF Base Amberley[3]

 Canada
- Royal Canadian Air Force
  - 5 CC-177 (C-17A), di cui 4 consegnati tra il 2007 ed il 2008 ed 1 nel 2015[4]
    - 429 Squadron "Bisons" RCAF, basato a RCF Trenton[5]

 Emirati Arabi Uniti
- القوات الجوية والدفاع الجوي الاماراتي - al-Quwwāt al-Jawiyah wa al-Defa' al-Jawiy al-ʾImārāty
  - 8 C-17A, di cui 6 consegnati tra il 2011 ed il 2012 e 2 nel 2015.[6]
    - 15th Strategic Airlift Squadron, basato a Abu Dhabi/Zayed[7]

 India
- भारतीय वायु सेना - Bhāratīya Vāyu Senā
  - 10 C-17 ordinati nel 2011 e consegnati tra il 2013 ed il 2014, più uno ordinato nel giugno del 2017 e consegnato nel 2019.[8]
    - 81 Squadron	"Skylords", basato a Hindon[9]

 Kuwait
- القوة الجوية الكويتية - Al-Quwwat al-Jawwiyya al-Kuwaytiyya
  - 2 C-17A consegnati nel 2014.[10]
    - 42 Squadron "Globemasters", basato allìaeroporto internazionale di Kuwait City[11]

 Regno Unito
- Royal Air Force
  - 8 C17, di cui 4 acquisiti in leasing nel 2001 e riscattati nel 2008, più due nuovi esemplari consegnati nel 2008, 1 nel 2010 ed 1 nel 2013.[12]
    - No. 24 Squadron RAF, unità di conversione operativa (OCU) basata a Brize Norton
    - No. 99 Squadron RAF, basato a Brize Norton
    - No. 206 Squadron RAF, l'unità di sperimentazione e valutazione aerei pesanti della RAF basata a Brize Norton[13]

 Qatar
- القوات الجوية الأميرية القطرية - Al-Quwwat Al-Jawiyah Al-Amiriyah Al-Qatariyah
  - 8 C-17A, di cui 2 consegnati nel 2009, 2 nel 2012 e 4 dopo il 2015. Uno dei velivoli opera con le insegne civili della Qatar Airways, anche se è in carico alla aeronautica militare ed opera con equipaggi militari.[14]
    - 10th Squadron, basato a Al-Udeid[15]

 Stati Uniti
- United States Air Force
  - 157[16] C-17A, consegnati a partire dal 1993.[17]
    - 3d Airlift Squadron, basato a Dover AFB, Delaware
    - 4th Airlift Squadron, basato a McChord AFB, Washington
    - 6th Airlift Squadron, basato a McGuire AFB, New Jersey
    - 7th Airlift Squadron, basato a McChord AFB, Washington
    - 8th Airlift Squadron, basato a McChord AFB, Washington
    - 14th Airlift Squadron, basato a Charleston AFB, South Carolina
    - 15th Airlift Squadron, basato a Charleston AFB, South Carolina
    - 16th Airlift Squadron, basato a Charleston AFB, South Carolina
    - 21st Airlift Squadron, basato a Travis AFB, California
    - 57th Weapons Squadron, basato a Joint Base McGuire, Lakenhurst NJ ed a McChord AFB, Washington
    - 58th Airlift Squadron, basato a Altus AFB, Oklahoma
    - 418th Flight Test Squadron, basato a Edwards AFB, California
    - 517th Airlift Squadron (Associate), basato a Elmendorf AFB, Alaska
    - 535th Airlift Squadron, basato a Hickam AFB, Hawaii
- United States Air Force Reserve
  - 18 C-17, consegnati a partire dal 2006, ma numerosi reparti cosiddetti "associati" operano su velivoli in carico all'USAF, con personale misto tra Air Force ed Air Force Reserve.  
    - 97th Airlift Squadron (Associate), basato a McChord AFB, Washington
    - 89th Airlift Squadron, basato a Wright-Patterson AFB, Ohio
    - 300th Airlift Squadron (Associate), basato a Charleston AFB, South Carolina
    - 313th Airlift Squadron (Associate), basato a McChord AFB, Washington
    - 301st Airlift Squadron (Associate), basato a Travis AFB, California
    - 317th Airlift Squadron (Associate), basato a Charleston AFB, South Carolina
    - 326th Airlift Squadron (Associate), basato a Dover AFB, Delaware
    - 701st Airlift Squadron (Associate), basato a Charleston AFB, South Carolina
    - 728th Airlift Squadron (Associate), basato a McChord AFB, Washington
    - 729th Airlift Squadron, basato a March ARB, California
    - 730th Air Mobility Training Squadron, basato a Altus AFB, Oklahoma
    - 732d Airlift Squadron (Associate), basato a McGuire AFB, New Jersey
    - 758th Airlift Squadron, basato a Pittsburgh ARS, Pennsylvania
- Air National Guard
  - 47 C-17, consegnati a partire dal 2006, oltre ad un reparto "associato" che opera su velivoli in carico all'USAF, con personale misto tra Air Force ed Air National Guard.
    - 137th Airlift Squadron, basato a Stewart ANGB, New York
    - 144th Airlift Squadron, basato a Elmendorf AFB, Alaska
    - 155th Airlift Squadron, basato a Memphis ANGB, Tennessee
    - 156th Airlift Squadron, basato a Charlotte ANGB, North Carolina
    - 167th Airlift Squadron, basato a Shepherd Field ANGB, West Virginia
    - 183d Airlift Squadron, basato a Allen C. Thompson Field ANGB, Mississippi
    - 204th Airlift Squadron (Associate). Basato a Hickam AFB, Hawaii

 NATO
- NATO Airlift Management Programme
  - 3 C-17A consegnati nel 2009, che operano nel quadro del programma multinazionale Strategic Airlift Capability.[10]
    - Heavy Airlift Wing, basata a Pápa in Ungheria).

## Dati Tecnici C17
- Equipaggio: 3
- Capacità massima: 170,900 lb (77,519 kg) o 102 paracadutisti o 154 soldati o 36 litter and 54 ambulatory patients and medical attendants o cargo, come 1 M1 Abrams tank, tre Strykers, o 6 M1117 Armored Security Vehicles
- Lunghezza: 174 ft (53 m)
- Apertura Alare: 169 ft 9.6 in (51.755 m)
- Altezza: 55 ft 1 in (16.79 m)
- Superficie Alare: 3,800 sq ft (350 m2)
- Peso massimo al decollo: 585,000 lb (265,352 kg)
- Capacità carburante: 35,546 US gal (29,598 imp gal; 134,560 l)
- Motori: 4 × Pratt & Whitney F117-PW-100 turbofan engines, 40,440 lbf (179.9 kN)

### Performance
- Velocità massima: Mach 0.875 (670 mph, 1.080 km/h)
- Velocità di crociera: 450 kn (520 mph, 830 km/h) (Mach 0.74–0.79)
- Raggio d'azione: 2,420 nmi (2,780 mi, 4.480 km) con carico di 157,000 lb (71.214 kg)
- Ferry Range: 4,300 nmi (4,900 mi, 8.000 km)
- quota di servizio: 45,000 ft (13.700 m)
- Corsa di decollo a MTOW: 8,200 ft (2.499 m)
- Distanza di atterraggio: 3,500 ft (1.067 m) a MLW

## Cultura di massa
- In ambito videoludico, il Globemaster III compare tra i velivoli della serie di videogiochi di Ace Combat[18], e in Tom Clancy's Splinter Cell: Blacklist sotto lo pseudonimo di Paladin [19]
- In ambito cinematografico, il Globemaster III compare nei film Iron Man (film), L'uomo d'acciaio, American Sniper, Transformers - La vendetta del caduto, Greenland e Fast & Furious 7 e nella serie televisiva Hawaii Five-0, nonché nella serie "Seal Team".

## Velivoli confrontabili
Cina
- Xian Y-20

 Giappone
- Kawasaki C-X

 Russia
- Ilyushin Il-76
- Ilyushin Il-96-400T

 Stati Uniti
- Lockheed C-141 Starlifter (ritirato dal servizio)
- Lockheed C-5 Galaxy

 Ucraina
- Antonov An-124

 Francia  Germania  Spagna
- Airbus A400M